# Пурсель, Франк
Франк Пурсе́ль (фр. Franck Pourcel; 14 августа 1913, Марсель — 12 ноября 2000, Нёйи-сюр-Сен) — французский композитор, аранжировщик и дирижёр. Сочинял преимущественно лёгкую инструментальную музыку.

## Биография
Франк Пурсель родился 14 августа 1913 года в Марселе. Будущего оркестранта родители назвали в честь французского композитора и органиста XIX века Сезара Франка и с ранних лет начали обучать его музыке.
Выпускник Марсельской консерватории. Музыкальное образование получил по классу скрипки, что во многом предопределило основное направление его творчества.
Свою карьеру Пурсель начал в роли исполнителя, что, однако, не вполне удовлетворяло творческие искания начинающего музыканта. Он был преисполнен желанием аранжировать известные классические и современные ему мелодии в новом звучании, а именно — в исполнении струнного оркестра.
В 1940-х годах Пурсель аккомпанировал популярной в ту эпоху певице Люсьенн Бойе, а в 1952 году создал свой струнный оркестр, который вскоре приобрёл известность благодаря регулярным выступлениям в телепрограммах.
В 1953 году оркестр создал свои первые хиты — аранжировки песен «Blue Tango» («Голубое танго») и «Limelight» («Огни рампы»).
В 1955 году вышла первая грампластинка Франка Пурселя с аранжировками популярных песен, что положило начало серии «Любовь, танец и скрипки», в рамках которой на протяжении трёх десятков лет было издано более 50 альбомов.
Начиная с 1957 года Пурсель записывал альбомы с интерпретациями произведений известных композиторов — Штрауса, Чайковского, Вивальди, Моцарта, Баха и др., что значительно способствовало популяризации классической музыки. Диски этой серии (всего 13 альбомов), получившей название «Знаменитые страницы», выходили многочисленным тиражом в десятках стран мира.
В 1958 году Франк Пурсель добился успеха международного уровня, создав инструментальную композицию песни «Only You» («Только ты») группы «The Platters». Альбомы Пурселя начали издаваться за рубежом, а оркестр был последовательно приглашён для выступления в США, в Японию и другие страны. Параллельно с гастролями Франк Пурсель продолжал записывать новые альбомы, которые выходили во многих странах по всему миру.
Произведения в обработке Пурселя были известны и в СССР, в частности, композиция «Little Man» («Маленький человек») звучала в фильме «Влюблённые» (1969) и в 9-м выпуске мультсериала «Ну, погоди!» (1976), а мелодия «Manchester et Liverpool» в 1969—1981 годах (и впоследствии) была музыкальным фоном ежедневного вечернего выпуска «Прогноза погоды» после программы «Время».
Последним творческим проектом Пурселя стало сотрудничество при создании альбома «Квартет для Кобе», посвящённого этому японскому городу и его жителям, пострадавшим от сильного землетрясения 1995 года. В записи приняли участие: Поль Мориа — фортепьяно, Франк Пурсель — скрипка, Раймон Лефевр — флейта, Франсис Ле — аккордеон.
Франк Пурсель умер в парижском пригороде Нёйи-сюр-Сен 12 ноября 2000 года.

## Творчество
Франк Пурсель был первым во Франции, кто начал создавать аранжировки популярных мелодий, он фактически стал «духовным отцом» французской легенды XX века — Поля Мориа. И первый международный хит Мориа — «Chariot» («Колесница») (1962) — был создан в соавторстве с Ф. Пурселем и Р. Лефевром.
Из воспоминаний Поля Мориа:

Франк Пурсель стал основателем целого направления в инструментальной музыке. Он придумал и воплотил в жизнь идею французского струнного оркестра, которая впоследствии обрела немало последователей. В те времена уже работали большие инструментальные коллективы в Америке (оркестры Перси Фейта, Мантовани, Андре Косталинца). Однако именно Франк Пурсель сумел найти уникальное сочетание струнных инструментов, подобрать некий «особый ключ» к аранжировке уже известных мелодий, и раскрыть столь неожиданные грани, о которых возможно, не задумывался и сам автор. Скрипки всегда были главными «певцами» его оркестра. Именно они, по глубокому убеждению самого маэстро, были призваны наиболее тонко и гармонично раскрыть палитру музыкального произведения, и тем самым заставить зазвучать уже совсем другие струны, спрятанные в душах слушателей…